# Werner Kogler
Werner Kogler (Hartberg, 20 de noviembre de 1961) es un político austriaco que se desempeñó como vicecanciller de Austria desde 2020 hasta 2024, además de ser ministro de Artes, Cultura, Servicio Civil y Deporte desde 2020 hasta 2025. Es el portavoz federal de Los Verdes-Grupo Verde desde octubre de 2017.

## Biografía
Kogler nació en la pequeña ciudad de Hartberg en el este de Estiria. Tomó sus niveles A en 1980 y posteriormente estudió economía y derecho en la Universidad de Graz. Se graduó en economía en 1994. A principios de la década de 1980 se convirtió en uno de los fundadores del Partido Verde del Estado de Estiria. Su carrera política activa comenzó como miembro del municipio de Graz en 1985. En las décadas siguientes sirvió a los Verdes en varios cargos, incluso como miembro de la junta ejecutiva federal y como representante de los Verdes Estirios en 2010. En 2019 llevó a los Verdes de regreso al parlamento austríaco como su portavoz federal y logró la mayor victoria electoral en la historia del partido, solo dos años después de su derrota en 2017, donde los Verdes no pudieron ingresar al parlamento. De 2019 a 2020, Kogler dirigió negociaciones de coalición con el Partido Popular de Austria y el excanciller Sebastian Kurz. El 7 de enero de 2020, se convirtió en el nuevo vicecanciller de Austria.